# Die Dame im Auto mit Brille und Gewehr
Die Dame im Auto mit Brille und Gewehr (La Dame dans l'auto avec des lunettes et un fusil) ist ein französischer Psychothriller von Anatole Litvak aus dem Jahr 1970. Die Romanvorlage Die Dame im Auto mit Sonnenbrille und Gewehr (Originaltitel: La dame dans l'auto avec des lunettes et un fusil) stammt von Sébastien Japrisot. Das Titellied On the road und dessen französische Fassung Je roule singt Petula Clark.

## Inhalt
Eine junge Frau soll das Auto ihres Chefs zum Flughafen bringen. In dem Kofferraum befinden sich eine Leiche und Gewehr, was die Heldin Danielle aber zunächst nicht weiß. Sie wird zum Spielball eines finsteren Komplotts: An einer Tankstelle wird „Dany“ auf der Toilette überfallen und jemand bricht ihr die linke Hand. Dann behaupteten mehrere Leute, dass sie wenige Stunden zuvor in umgekehrter Richtung fahrend gesehen worden sei, obwohl sie dort nicht gewesen ist. Als sie schließlich in ihrem Kofferraum den Toten findet, beginnt sie an ihrem Verstand zu zweifeln…

## Kritiken
„Etwas verwirrendes, aber spannendes Kriminalabenteuer mit Gruselatmosphäre.“

„Nach zähem Beginn wird die komplizierte Denk-Konstruktion am Ende verworren und löchrig.“